# Gruppe BRAND
Die Gruppe BRAND ist eine österreichische Designergruppe von Rudolf Weber * 11. August 1955 und Boris Broschardt * 16. Oktober 1958

## Leben und Werk
Die Gründung der Gruppe BRAND fand 1983 durch Rudolf Weber, Boris Broschardt und Mathis Esterhazy  in Wien statt. Im Rahmen der Zusammenarbeit der Gründer wurden diverse Experimente im Bereich Möbel-Objekte durchgeführt. 

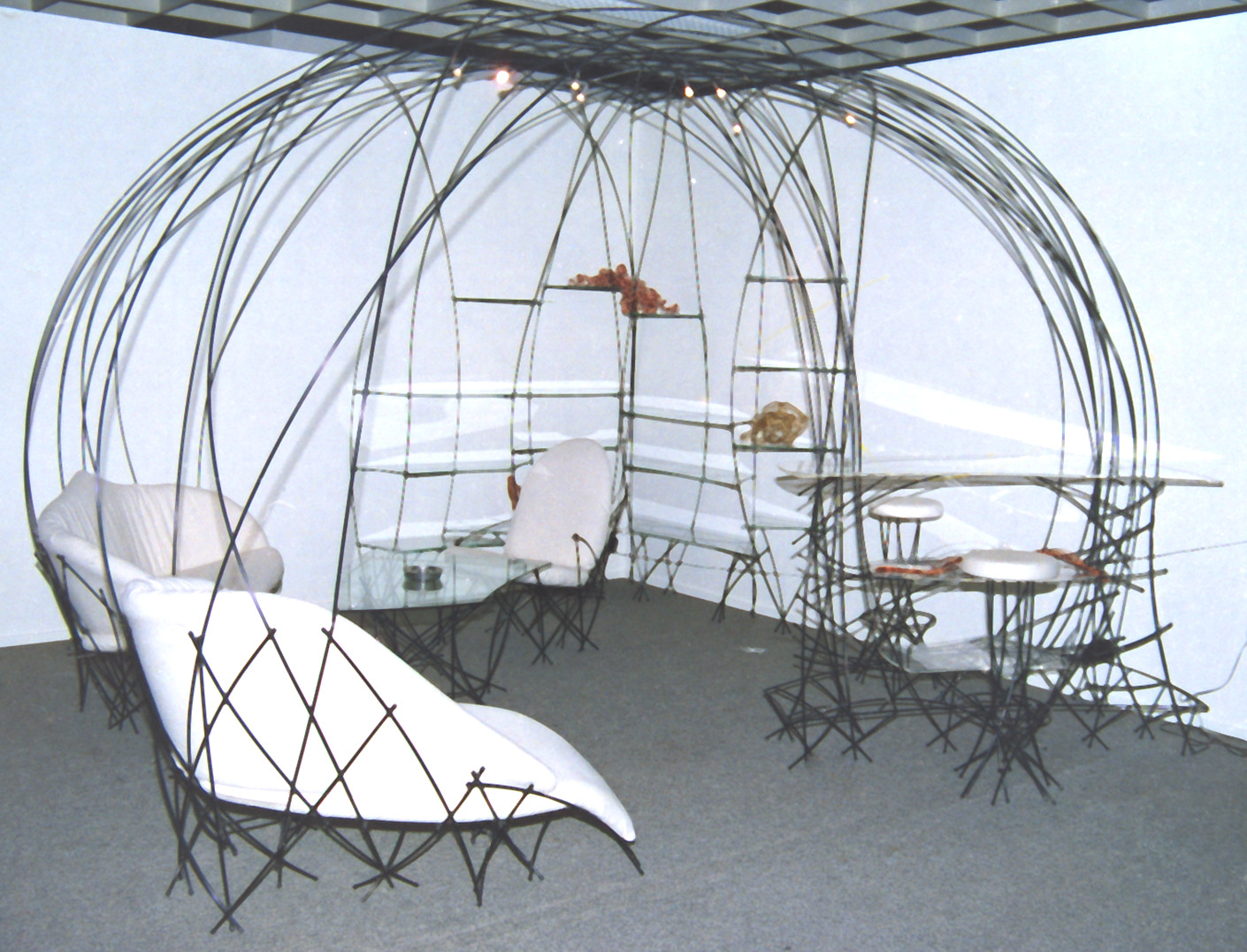
Rauminstallation

1984 wurde das System „Raumdevous“ (Eigenschreibweise „RAUMDEVOUS“) veröffentlicht. Es ist ein variables System, bestehend aus unikaten Möbelobjekten, die je nach dem funktionalen Bedürfnis des Benutzers im Raum aufgestellt werden. Indem Verbindungslinien gesetzt werden, entsteht eine Gesamtraumskulptur, in der die Möbelfunktionen nur mehr verschiedene Stationen in dem so entstandenen Geflecht sind.
Es folgten verschiedene Rauminstallationen im In- und Ausland, vor allem im privaten Bereich. Zwei Stücke wurden durch das Vitra Design Museum angekauft.
1988 folgte die Entwicklung des Systems COSMO durch Boris Broschardt, 1989 die Gestaltung des Record Store / Cafe „Black Market“ in Wien und 1991 der Entwurf des Barhockers DIANA durch Rudolf Weber, welcher ab 1993 von der Firma PLANK im südtirolischen Auer produziert wurde.

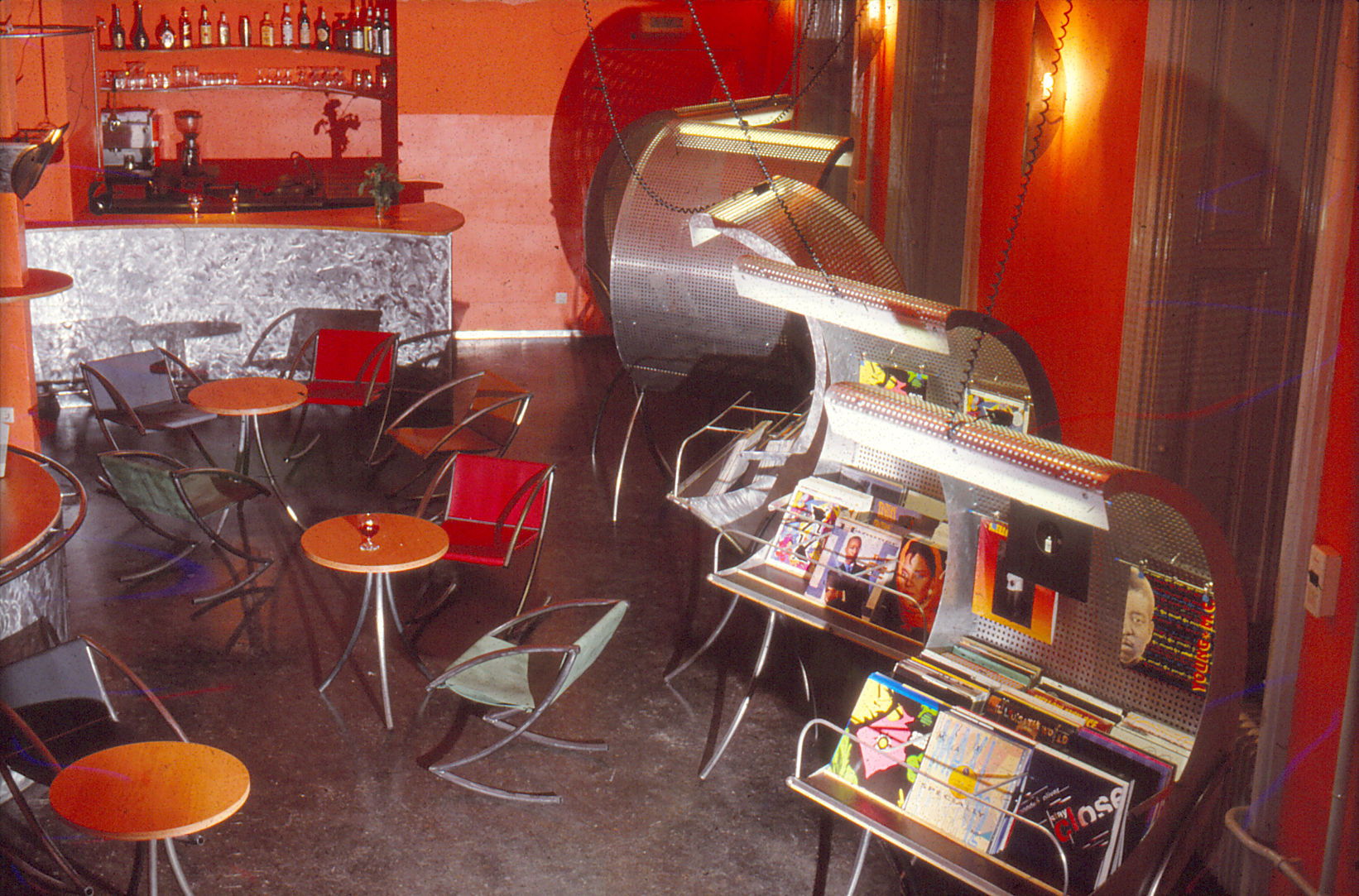
Black Market Record store Vienna, Austria by Gruppe BRAND

## Einzelausstellungen
- 1985 Verspannungen, Section N, Wien
- 1986 BRAND bei STRAND, Galerie STRAND, München
- 1987 RAUMDEZVOUS, Galerie UND, Düsseldorf
- 1988 COSMO, Galerie 20th Century, Wien
- 1990 Blue, Möbelgalerie, Wien

## Ausstellungsbeteiligungen
- 1985 BAROCKOKO, Möbel Perdu, Hamburg
- 1986 Wohnen von Sinnen, Gefühlscollagen, Kunstmuseum Düsseldorf, Bonnefantenmuseum Maastricht
- 1986 Erkundungen, Designerkongress, Designcenter Stuttgart
- 1987 DESENDER, Kreon, Antwerpen
- 1988 Spurensuche, Österreichisches Institut für Formgebung, Wien, Graz, Dornbirn
- 1989 60 Tage österreichisches Museum des 21. Jahrhunderts, Wien
- 1990 Design for Europe, Kortrijk, Belgien, Ambiente 90, Innsbruck
- 1991 Austrian Architecture and Design, Beyond Tradition in the 1990s, The Art Institute of Chicago, USA